# Roberto Alvarado
Roberto Carlos Alvarado Hernández (Irapuato, 7 september 1998) is een Mexicaans voetballer die doorgaans speelt als middenvelder. In januari 2022 verruilde hij Cruz Azul voor Guadalajara. Alvarado maakte in 2018 zijn debuut in het Mexicaans voetbalelftal .

## Clubcarrière
Alvarado speelde in de jeugd van Celaya en maakte ook zijn debuut bij die club. Gedurende drieënhalf jaar zou hij op het tweede niveau tot acht doelpunten komen in vijftig competitieduels. In januari 2017 werd hij overgenomen door Pachuca. Hier speelde de middenvelder een halfjaar, waarna Necaxa zijn nieuwe werkgever werd. In de zomer van 2018 verkaste Alvarado naar Cruz Azul. In januari 2022 verkaste Alvarado naar Guadalajara.

## Clubstatistieken
| Seizoen | Club        | Competitie | Competitie | Competitie | Beker | Beker | Internationaal | Internationaal | Totaal | Totaal |
| Seizoen | Club        | Competitie | Wed.       | Dlp.       | Wed.  | Dlp.  | Wed.           | Dlp.           | Wed.   | Dlp.   |
| ------- | ----------- | ---------- | ---------- | ---------- | ----- | ----- | -------------- | -------------- | ------ | ------ |
| 2013/14 | Celaya      | Ascenso MX | 5          | 0          | 4     | 1     | —              | —              | 9      | 1      |
| 2014/15 | Celaya      | Ascenso MX | 3          | 0          | 2     | 0     | —              | —              | 5      | 0      |
| 2015/16 | Celaya      | Ascenso MX | 24         | 1          | 5     | 0     | —              | —              | 29     | 1      |
| 2016/17 | Celaya      | Ascenso MX | 18         | 7          | 1     | 1     | —              | —              | 19     | 8      |
| 2016/17 | Pachuca     | Liga MX    | 9          | 1          | 0     | 0     | 2              | 0              | 11     | 1      |
| 2017/18 | Necaxa      | Liga MX    | 26         | 2          | 11    | 0     | —              | —              | 37     | 2      |
| 2018/19 | Cruz Azul   | Liga MX    | 42         | 4          | 11    | 2     | —              | —              | 53     | 6      |
| 2019/20 | Cruz Azul   | Liga MX    | 27         | 4          | 1     | 0     | 4              | 1              | 32     | 5      |
| 2020/21 | Cruz Azul   | Liga MX    | 36         | 4          | 0     | 0     | 4              | 0              | 40     | 4      |
| 2021/22 | Cruz Azul   | Liga MX    | 15         | 4          | 0     | 0     | 3              | 0              | 18     | 4      |
| 2021/22 | Guadalajara | Liga MX    | 19         | 3          | 0     | 0     | —              | —              | 19     | 3      |
| 2022/23 | Guadalajara | Liga MX    | 39         | 4          | 0     | 0     | 2              | 0              | 41     | 4      |
| 2023/24 | Guadalajara | Liga MX    | 36         | 11         | 0     | 0     | 4              | 2              | 40     | 13     |
| 2024/25 | Guadalajara | Liga MX    | 9          | 3          | 0     | 0     | 0              | 0              | 9      | 3      |
| Totaal  | Totaal      | Totaal     | 308        | 48         | 35    | 4     | 19             | 3              | 362    | 55     |

Bijgewerkt op 23 september 2024.

## Interlandcarrière
Alvarado maakte zijn debuut in het Mexicaans voetbalelftal op 7 september 2018, toen met 1–4 verloren werd van Uruguay. Namens Mexico scoorde Raúl Jiménez, de tegentreffers kwamen van José María Giménez, Luis Suárez (tweemaal) en Gastón Pereiro. Alvarado mocht van interim-bondscoach Ricardo Ferretti in de rust invallen voor Alan Pulido. De andere debutanten dit duel waren Jesús Angulo (Santos Laguna), Víctor Guzmán (Pachuca) en Diego Lainez (Club América). Op 5 juni 2019 speelde Alvarado zijn zevende interland, een vriendschappelijke wedstrijd tegen Venezuela. Hij mocht van de nieuwe bondscoach Gerardo Martino in de basis beginnen en maakte in de eerste helft gelijk na een openingstreffer van Jhon Murillo, waarmee de middenvelder tekende voor zijn eerste interlandgoal. Door treffers van Rodolfo Pizarro en Andrés Guardado won Mexico met 3–1.
Alvarado werd in juni 2019 door Martino opgenomen in de Mexicaanse selectie voor de Gold Cup. Op dit toernooi wist Mexico uiteindelijk de finale van de Verenigde Staten te winnen. Alvarado kwam in alle wedstrijden in actie en scoorde tegen Canada. Zijn toenmalige teamgenoot Orbelín Pineda (eveneens Mexico) was ook actief op de Gold Cup.
In oktober 2022 werd Alvarado door Martino opgenomen in de voorselectie van Mexico voor het WK 2022. Tweeënhalve week later werd hij ook onderdeel van de definitieve selectie. Tijdens dit WK werd Mexico uitgeschakeld in de groepsfase na een gelijkspel tegen Polen, een nederlaag tegen Argentinië en een zege op Saoedi-Arabië. Alvarado kwam allen tegen Argentinië in actie. Zijn toenmalige clubgenoot Alexis Vega (eveneens Mexico) was ook actief op het toernooi.
Het jaar erna werd hij door de nieuwe bondscoach Jaime Lozano initieel niet opgenomen in de selectie van Mexico voor de Gold Cup. Maar na het afzeggen van Alexis Vega en Sebastián Córdova werden Alvarado en Diego Lainez als opvolgers opgeroepen. Mexico bereikte de finale, waarin Panama met 1–0 verslagen werd. Alvarado speelde in alle wedstrijden mee en was tijdens de halve finale tegen Jamaica ook trefzeker.
Een jaar later nam Lozano Alvarado op in zijn selectie voor de Copa América 2024. Hier werd Mexico uitgeschakeld in de groepsfase na een overwinning op Jamaica (1–0), een nederlaag tegen Venezuela (1–0) en een gelijkspel tegen Ecuador (0–0). Alvarado speelde alleen in de eerste wedstrijd mee. Zijn toenmalige clubgenoten Jesús Orozco en Raúl Rangel waren ook actief op het toernooi.
| Interlands van Roberto Alvarado voor Mexico | Interlands van Roberto Alvarado voor Mexico | Interlands van Roberto Alvarado voor Mexico | Interlands van Roberto Alvarado voor Mexico | Interlands van Roberto Alvarado voor Mexico | Interlands van Roberto Alvarado voor Mexico | Interlands van Roberto Alvarado voor Mexico |
| №                                           | Datum                                       | Wedstrijd                                   | Uitslag                                     | Competitie                                  | Goals                                       |                                             |
| Als speler bij Cruz Azul                    | Als speler bij Cruz Azul                    | Als speler bij Cruz Azul                    | Als speler bij Cruz Azul                    | Als speler bij Cruz Azul                    | Als speler bij Cruz Azul                    | Als speler bij Cruz Azul                    |
| ------------------------------------------- | ------------------------------------------- | ------------------------------------------- | ------------------------------------------- | ------------------------------------------- | ------------------------------------------- | ------------------------------------------- |
| 1                                           | 7 september 2018                            | Mexico – Uruguay                            | 1 – 4                                       | Vriendschappelijk                           |                                             |                                             |
| 2                                           | 11 september 2018                           | Verenigde Staten – Mexico                   | 1 – 0                                       | Vriendschappelijk                           |                                             |                                             |
| 3                                           | 11 oktober 2018                             | Mexico – Costa Rica                         | 3 – 2                                       | Vriendschappelijk                           |                                             |                                             |
| 4                                           | 16 november 2018                            | Argentinië – Mexico                         | 2 – 0                                       | Vriendschappelijk                           |                                             |                                             |
| 5                                           | 20 november 2018                            | Argentinië – Mexico                         | 2 – 0                                       | Vriendschappelijk                           |                                             |                                             |
| 6                                           | 26 maart 2019                               | Mexico – Paraguay                           | 4 – 2                                       | Vriendschappelijk                           |                                             |                                             |
| 7                                           | 5 juni 2019                                 | Mexico – Venezuela                          | 3 – 1                                       | Vriendschappelijk                           | 32'                                         |                                             |
| 8                                           | 9 juni 2019                                 | Mexico – Ecuador                            | 3 – 2                                       | Vriendschappelijk                           |                                             |                                             |
| 9                                           | 15 juni 2019                                | Mexico – Cuba                               | 7 – 0                                       | Gold Cup 2019                               |                                             |                                             |
| 10                                          | 19 juni 2019                                | Mexico – Canada                             | 3 – 1                                       | Gold Cup 2019                               | 40'                                         |                                             |
| 11                                          | 23 juni 2019                                | Mauritanië – Mexico                         | 2 – 3                                       | Gold Cup 2019                               |                                             |                                             |
| 12                                          | 29 juni 2019                                | Mexico – Costa Rica                         | 1 – 1 (5 – 4 n.s.)                          | Gold Cup 2019                               |                                             |                                             |
| 13                                          | 2 juli 2019                                 | Haïti – Mexico                              | 0 – 1 n.v.                                  | Gold Cup 2019                               |                                             |                                             |
| 14                                          | 7 juli 2019                                 | Verenigde Staten – Mexico                   | 0 – 1                                       | Gold Cup 2019                               |                                             |                                             |
| 15                                          | 6 september 2019                            | Verenigde Staten – Mexico                   | 0 – 3                                       | Vriendschappelijk                           |                                             |                                             |
| 16                                          | 15 oktober 2019                             | Mexico – Panama                             | 3 – 1                                       | Nations League 2019/20                      | 28'                                         |                                             |
| 17                                          | 15 november 2019                            | Panama – Mexico                             | 0 – 3                                       | Nations League 2019/20                      |                                             |                                             |
| 18                                          | 19 november 2019                            | Mexico – Bermuda                            | 2 – 1                                       | Nations League 2019/20                      |                                             |                                             |
| 19                                          | 30 september 2020                           | Mexico – Guatemala                          | 3 – 0                                       | Vriendschappelijk                           |                                             |                                             |
| 20                                          | 17 november 2020                            | Japan – Mexico                              | 0 – 2                                       | Vriendschappelijk                           |                                             |                                             |
| 21                                          | 30 juni 2021                                | Mexico – Panama                             | 3 – 0                                       | Vriendschappelijk                           |                                             |                                             |
| 22                                          | 2 september 2021                            | Mexico – Jamaica                            | 2 – 1                                       | WK 2022 kwalificatie                        |                                             |                                             |
| 23                                          | 5 september 2021                            | Costa Rica – Mexico                         | 0 – 1                                       | WK 2022 kwalificatie                        |                                             |                                             |
| 24                                          | 27 oktober 2021                             | Mexico – Ecuador                            | 2 – 3                                       | Vriendschappelijk                           | 6'                                          |                                             |
| 25                                          | 12 november 2021                            | Verenigde Staten – Mexico                   | 2 – 0                                       | WK 2022 kwalificatie                        |                                             |                                             |
| 26                                          | 16 november 2021                            | Canada – Mexico                             | 2 – 1                                       | WK 2022 kwalificatie                        |                                             |                                             |
| Als speler bij Guadalajara                  |                                             |                                             |                                             |                                             |                                             |                                             |
| 27                                          | 27 april 2022                               | Mexico – Guatemala                          | 0 – 0                                       | Vriendschappelijk                           |                                             |                                             |
| 28                                          | 28 mei 2022                                 | Mexico – Nigeria                            | 2 – 1                                       | Vriendschappelijk                           |                                             |                                             |
| 29                                          | 2 juni 2022                                 | Mexico – Uruguay                            | 0 – 3                                       | Vriendschappelijk                           |                                             |                                             |
| 30                                          | 31 augustus 2022                            | Mexico – Paraguay                           | 0 – 1                                       | Vriendschappelijk                           |                                             |                                             |
| 31                                          | 24 september 2022                           | Mexico – Peru                               | 1 – 0                                       | Vriendschappelijk                           |                                             |                                             |
| 32                                          | 9 november 2022                             | Mexico – Irak                               | 4 – 0                                       | Vriendschappelijk                           |                                             |                                             |
| 33                                          | 26 november 2022                            | Argentinië – Mexico                         | 2 – 0                                       | WK 2022                                     |                                             |                                             |
| 34                                          | 23 maart 2023                               | Suriname – Mexico                           | 0 – 2                                       | Nations League 2022/23                      |                                             |                                             |
| 35                                          | 7 juni 2023                                 | Mexico – Guatemala                          | 2 – 0                                       | Vriendschappelijk                           |                                             |                                             |
| 36                                          | 10 juni 2023                                | Mexico – Kameroen                           | 2 – 2                                       | Vriendschappelijk                           |                                             |                                             |
| 37                                          | 25 juni 2023                                | Mexico – Honduras                           | 4 – 0                                       | Gold Cup 2023                               |                                             |                                             |
| 38                                          | 29 juni 2023                                | Haïti – Mexico                              | 1 – 3                                       | Gold Cup 2023                               |                                             |                                             |
| 39                                          | 2 juli 2023                                 | Mexico – Qatar                              | 0 – 1                                       | Gold Cup 2023                               |                                             |                                             |
| 40                                          | 8 juli 2023                                 | Mexico – Costa Rica                         | 2 – 0                                       | Gold Cup 2023                               |                                             |                                             |
| 41                                          | 12 juli 2023                                | Jamaica – Mexico                            | 0 – 3                                       | Gold Cup 2023                               | 90+3'                                       |                                             |
| 42                                          | 16 juli 2023                                | Mexico – Panama                             | 1 – 0                                       | Gold Cup 2023                               |                                             |                                             |
| 43                                          | 9 september 2023                            | Mexico – Australië                          | 2 – 2                                       | Vriendschappelijk                           |                                             |                                             |
| 44                                          | 12 september 2023                           | Mexico – Oezbekistan                        | 3 – 3                                       | Vriendschappelijk                           |                                             |                                             |
| 45                                          | 5 juni 2024                                 | Mexico – Uruguay                            | 0 – 4                                       | Vriendschappelijk                           |                                             |                                             |
| 46                                          | 22 juni 2024                                | Mexico – Jamaica                            | 1 – 0                                       | Copa América 2024                           |                                             |                                             |
| 47                                          | 7 september 2024                            | Mexico – Nieuw-Zeeland                      | 3 – 0                                       | Vriendschappelijk                           |                                             |                                             |
| 48                                          | 10 september 2024                           | Canada – Mexico                             | 0 – 0                                       | Vriendschappelijk                           |                                             |                                             |

Bijgewerkt op 23 september 2024.

## Erelijst
| CONCACAF Gold Cup | 1 | 2023 |